# Mistycy i cudotwórcy Tybetu
Mistycy i cudotwórcy Tybetu (fr. Mystiques et magiciens du Tibet) – książka autorstwa Alexandry David-Néel wydana w 1929 przez francuskie wydawnictwo Plon.
Książka jest relacją z pobytu autorki w Tybecie w latach 1911–1924. Opisuje praktyki ascetów tybetańskich mające na celu poznanie prawdy o „nagiej” rzeczywistości. Relacjonuje szczegółowo spotkania z szeregiem ważnych postaci buddyzmu tybetańskiego tamtego okresu. Opisuje także wierzenia Tybetańczyków związane z życiem pozagrobowym i związane z tym praktyki czarowników tradycji bön oraz mnichów buddyjskich. Jest to kompendium wiedzy na temat buddyzmu i nadprzyrodzonych zjawisk psychicznych stanowiących część systemu tantry, do których badania metodami naukowymi autorka zachęca na końcu swojego dzieła słowami, ... badania takie wyświetliłyby proces powstawania tak zwanych cudów, a cud raz wyjaśniony przestaje być cudem.

## Polskie wydania
Książka ukazała się w Polsce po raz pierwszy w 1938 roku i jest tłumaczeniem z oryginału Mieczysława Jarosławskiego. Drugi raz została wydana przez wydawnictwo Przedświt w 1991 roku. Wykorzystano wtedy skład wydania przedwojennego o czym wydawca informuje w metryce książki. Wydanie najnowsze z 2011 roku jest przekładem z tłumaczenia angielskiego Iwony Banach (Mistycy i magowie Tybetu, wydawnictwo Zysk i S-ka).